# Égica
Égica ou Égicca, Égiza, Ergica, est un roi wisigoth d'Hispanie et de Septimanie de 687 à 701.

## Biographie
Neveu du roi Wamba, Égica est probablement la même personne que ce dux Egica, comes scanciarum, qui souscrit en 683 les actes du XIIIe Concile de Tolède, sous le règne du roi Ervige. Selon Luis Vilar y Pascual (es), sa mère serait une certaine Ariberge (Ariberga), sœur de Wamba.
Représentant probablement une partie de l'aristocratie hostile à Ervige (soupçonné notamment d'avoir empoisonné Wamba pour monter sur le trône), ce dernier lui donne en mariage sa fille Cixilo. À l'abdication de son beau-père en 687, Égica monte sur le trône, répudie sa femme et punit tous ceux qui avaient comploté contre le roi Wamba.

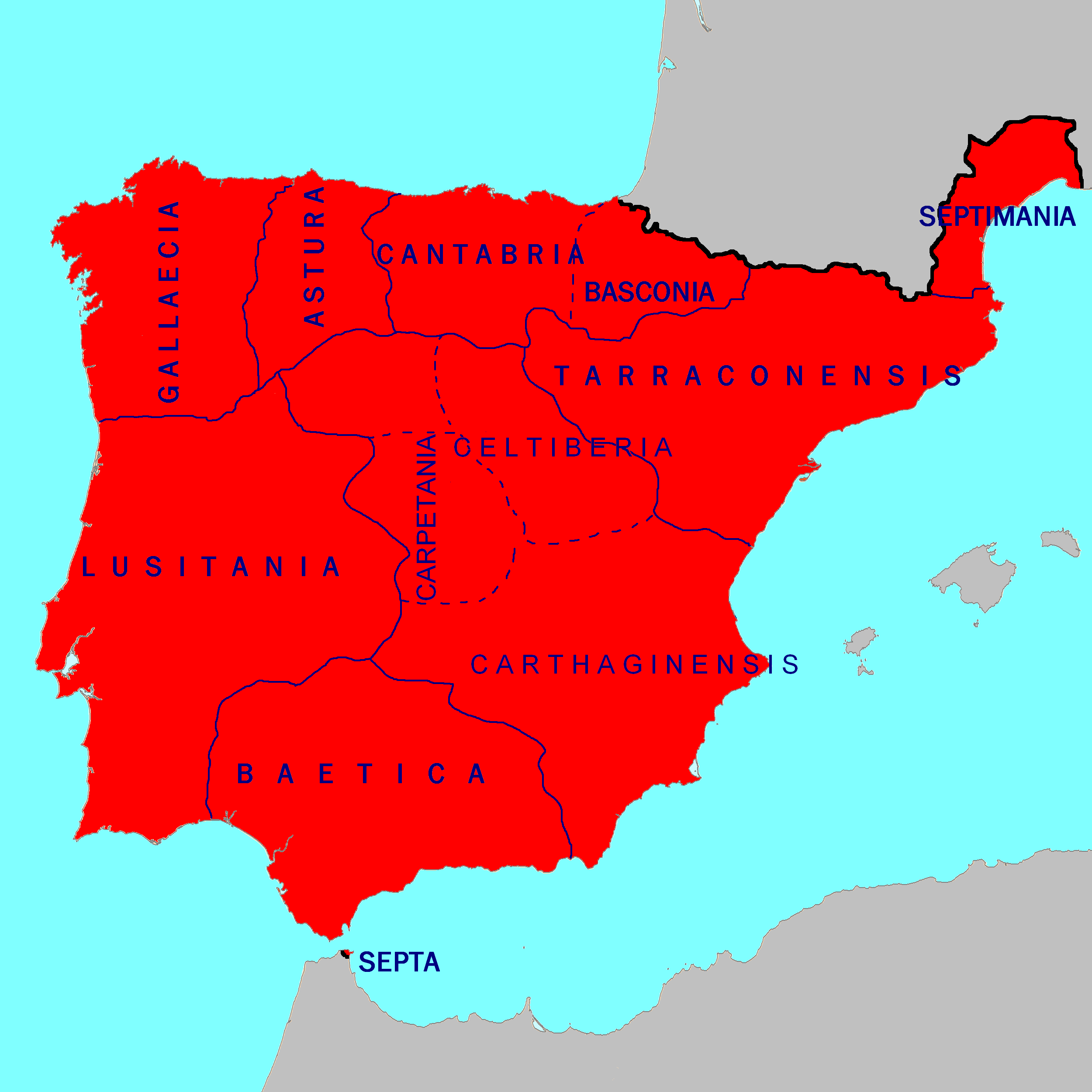
Le royaume wisigoth vers 700.

Au cours de son règne, il doit faire face dans son royaume à plusieurs révoltes, à trois invasions franques, et à au moins une attaque byzantine.
Entre 692 et 693, le roi Égica est vraisemblablement forcé de quitter le pouvoir et la capitale du royaume, Tolède, victime d'un complot fomenté par une faction de nobles hostiles et par l'archevêque Sisbert de Tolède, qui projettent de le faire assassiner avec la complicité de la reine Liubigotona, ex-belle-mère du roi. Le chef de la noblesse rebelle, un certain Sunifred, est probablement couronné roi à Tolède par Sisbert à la fin de l'année 692. Cependant, dès le début de l'année 693, Égica rassemble une armée et reprend le pouvoir. Organisant un nouveau concile de Tolède, Sisbert est alors remplacé par l'évêque Félix de Séville, tandis que Sunifred voit ses biens confisqués. La répression d'Égica est sanglante : selon la chronique mozarabe de 754, « celui-ci poursuivit les Goths d'une mort cruelle ». Pour Henri Leclercq, « Les Goths furent à peine moins mal traités que les Juifs ; pendant quelque temps ce fut une suite ininterrompue de confiscations, d'exils, d'emprisonnements, de condamnations à mort. Mais la répression fut efficace, l'opposition et les complots disparurent, tout rentra dans la paix ».
Prétendant avoir les preuves d'une conspiration des Juifs de son royaume avec les Juifs d'Afrique du Nord, Égica les persécute durement. Lors du XVIIe concile de Tolède, il bannit à jamais les Juifs mais ceux qui habitent la partie wisigothique de la Gaule sont exceptés de la proscription à condition qu'ils se convertissent sincèrement à la foi chrétienne. Pour se venger, les Juifs exilés en Afrique auraient appelé les musulmans à conquérir un royaume wisigothique très affaibli.
Vers 695, l'empereur byzantin Justinien II aurait vainement tenté, par sa flotte, de réduire Égica à l'obéissance, mais les forces grecques seront repoussées par le comte wisigoth Théodemir (ou Theudimer). Selon Roger Collins, cet événement se serait déroulé lors de l'expédition envoyée par l'empereur Léonce vers 697–698 pour reprendre Carthage aux Arabes.
Voulant comme ses prédécesseurs imposer sa propre dynastie, Égica associe au pouvoir en 698 son fils Wittiza, un adolescent qu'il installe à Tuy en Galice, dans l'ancien royaume des Suèves.
Sur le plan juridique, il complète le Liber Iudiciorum, le corpus législatif du royaume hispano-wisigothique, en vigueur depuis le milieu du VIIe siècle.
Il meurt à un « âge avancé », à Tolède, vers 701. Selon la Chronique d'Alphonse III, Égica régna 10 ans seul et 5 ans avec son fils Wittiza. Isidore de Beja qualifiera Égica d'« odieux tyran » qui « bannit et dépouilla les plus nobles familles, augmenta le fardeau des impôts et s'avilit jusqu'à fabriquer de fausses chartes de donation pour enrichir le domaine royal ».
Selon la chronique mozarabe de 754, Égica était le père d'Oppas, évêque de Séville qui prendra en 711 le parti des envahisseurs musulmans contre le roi wisigoth Rodéric.
L'église San Pedro de la Nave en Castille, l'une des plus vieilles de la péninsule Ibérique, fut bâtie sous son règne.

#### Sources anciennes
- Chronique d'Alphonse III dite Ad Sebastianum (lire en ligne).
- Chronique mozarabe de 754.
- Isidorus Pacensis, éd. Flórez, t. VIII, p. 301.

#### Sources modernes
- Jules Tailhan, « Égica », Anonyme de Cordoue. Chronique rimée des derniers rois de Tolède et de la conquête d'Espagne par les Arabes, éd. et annotée par Jules Tailhan, Paris, 1885, p. 130 (lire en ligne).
- Henri Leclercq, L'Espagne chrétienne, Paris, V. Lecoffre, 1906.
- Jean Juster, La condition légale des juifs sous les rois visigoths, Paris, Greuthner, 1912.
- (en) Edward A. Thompson, The Goths in Spain, Oxford, Clarendon Press, 1969.
- (es) L. A. Garcia Moreno, Prosopografia del reino visigodo de Toledo, Salamanca, 1974.
- (en) Roger Collins, Visigothic Spain, 409–711, Oxford, Blackwell Publishing, 2004.